# Jean Guitton
Jean (Marie Pierre) Guitton (Saint-Étienne (Loire), 18 augustus 1901 - 21 maart 1999) was een Frans katholiek filosoof en theoloog.
Jean Guitton studeerde aan het Lycée du Parc in Lyon en werd aangenomen op de École normale supérieure in Parijs.  De blinde priester Francois Pouget had een belangrijke invloed op Guitton tijdens zijn vorming.  Hij beëindigde zijn filosofische studies in de vroege jaren 1920 en werd later hoogleraar aan verschillende  beroemde Franse universiteiten, waaronder in Montpellier. Tijdens de Tweede Wereldoorlog werd hij krijgsgevangen genomen door de nazi's.  Daarna werd hij hoogleraar in Dijon.  In 1954 kreeg hij een literaire prijs van de Académie française.  Van 1955 tot 1968 zette hij zijn werk voort als hoogleraar aan de Sorbonne.  In 1961 werd hij lid van de Académie française.
Hij werd uitgenodigd als waarnemer op het Tweede Vaticaans Concilie (1962-1965), de eerste leek die deze eer te beurt viel, en werd een goede vriend van paus Paulus VI, met wie hij opvattingen over moraal en seksualiteit deelde.
Hij stierf in Parijs op 97-jarige leeftijd. Tijdens zijn leven werd hij ook onderscheiden met het Grootkruis van de  Franse Nationale Orde van Verdienste, benoemd tot Commandeur in het Franse Legioen van Eer en benoemd in de Orde van Kunsten en Letteren.
In de meeste van zijn werken schrijft Guitton over de confrontatie tussen het geloof en de menselijke logica. Hij schreef een vijftigtal boeken, waaronder ook werken van biografische aard.
Guitton heeft ook veel invloed gehad op de filosoof Louis Althusser, onder andere op diens bekering tot het katholicisme. 

## Werken (onvolledig)
- La pensée moderne et le catholicisme (8 dln., 1930-1955)
- Journal de captivité (1943)
- Essai sur l'amour humain (1946)
- Césarine (1947)
- L'existence temporelle (1949)
- Pascal et Leibniz (1951)
- Jésus (1956)
- Journal (1959 vv)
- Vocation de Bergson (1960)
- Platon (1960)
- Dialogues avec Paul VI (1967)
- Dieu et la science  (1991) ;  God en de wetenschap (AMBO 1992)

- Bibsys: 90111836
- Biblioteca Nacional de España: XX958742
- Bibliothèque nationale de France: cb11906530m (data)
- Catàleg d'autoritats de noms i títols de Catalunya: 981058513661106706
- CiNii: DA01731216
- Gemeinsame Normdatei: 118908553
- International Standard Name Identifier: 0000 0001 2280 0322
- Library of Congress Control Number: n50018816
- Bibliotheek van het Japanse parlement: 00441968
- Nationale Bibliotheek van Tsjechië: jn20000700645
- Nationale bibliotheek van Australië: 49782123
- Nationale Bibliotheek van Israël: 987007262005005171
- Nationale en Universitaire bibliotheek Zagreb: 000002042
- Nederlandse Thesaurus van Auteursnamen: 068414609
- Istituto Centrale per il Catalogo Unico: CFIV048118
- LIBRIS: 334695
- Système universitaire de documentation: 026910470
- Trove: 845418
- Virtual International Authority File: 54148637
- WorldCat: E39PBJtcJ6cTxxTvKgVtvJM9Dq